# 保罗·库尼亚
保罗·阿塞尼奥·维利西莫·达·库尼亚（葡萄牙語：Paulo Arsénio Veríssimo da Cunha；1908年9月1日—1986年12月16日），是葡萄牙的政治家、外交家，曾担任里斯本大学法学院教授、里斯本大学校长，葡萄牙第二共和國外交部部长。